# Savon à froid
Le savon à froid est un savon produit par la méthode de saponification à froid.
Celle-ci consiste à réaliser la synthèse du savon à une température de 40 à 50 °C. Cette méthode de production se différencie de la méthode dite « à chaud », par la particularité de conserver la glycérine (glycérol) dans le savon, car le savon ne subit pas de relargage du glycérol,.

## Fabrication
Le savon à froid est réalisé selon la méthode de saponification à froid. C'est une réaction chimique à température ambiante, qui intègre la quantité exacte de soude caustique nécessaire à la transformation des graisses en savon. C'est une réaction exothermique, qui produit sa propre chaleur (entre 40 °C et 50 °C), et une réaction totale, qui ne s’arrête que lorsque l’un des composants est épuisé. Le mélange est mixé rigoureusement plusieurs minutes afin de favoriser sa montée en température, qui accélère la réaction des différents composés.
Des corps gras sont ajoutés en fin de préparation afin de garantir une transformation totale de la soude en savon. Ce procédé est appelé le « surgraissage », et permet d'apporter de la douceur au savon, car ces corps gras additionnels ne sont pas ou très peu attaqués par la soude caustique.
Puis la pâte est coulée dans des moules et isolée des variations thermiques pendant 48 heures, avant d'être démoulée et modelée. Les savons dans leur forme finale subissent ensuite une période de « cure » allant de quatre à six semaines. Le temps de séchage est nécessaire pour garantir la transformation totale de la soude en savon.
Cette méthode est lente et moins polluante que la méthode de saponification à chaud. Elle ne permet pas une production industrielle du fait de sa longue durée de fabrication, mais permet d'obtenir un savon de qualité, qui conserve les propriétés des huiles utilisées à la fin de la réaction chimique. La saponification à froid permet un savon connu pour ses propriétés nourrissantes pour la peau, car elle produit naturellement de la glycérine en quantité, qui est conservée à la fin de la réaction, et qui apporte de la douceur au savon. Sa tenue est plus courte, et son prix est plus élevé au vu du temps nécessaire à sa fabrication.

## Réaction chimique

Équation générale de la saponification à froid.

La saponification à froid consiste en la mise en contact de triglycérides d'acides gras présents dans les huiles et beurres végétaux, avec de l'hydroxyde de sodium (soude caustique), ou de l'hydroxyde de potassium (potasse). Une fois saponifiés, ces deux composés se transforment en savon et en glycérine : lors de la réaction chimique, les triglycérides d'acide gras se transforment en sels d'acide gras, contenant du glycérol.

### Glycérine
Le rôle de la glycérine dans le savon a été étudié en profondeur par Michel-Eugène Chevreul, chimiste français, qui fit beaucoup avancer la recherche autour de la composition des savons à la fin du XIXe siècle. La présence de glycérine dans le savon est d'abord découverte en 1779 par Carl Wilhelm Scheele. Puis Chevreul écrit, en 1823, Traité sur les corps gras d’origine animale, dans lequel il identifie plusieurs types de corps gras présents dans le savon en en décomposant plusieurs espèces, dont la glycérine.
Chevreul découvre qu’au contact d’une base forte, les graisses animales ou végétales se divisent en deux éléments : la glycérine, qui reste en dissolution dans l’eau, et des acides gras margariques, oléiques et stéariques. Il décrit la glycérine comme un liquide pur, incolore et inodore, à la saveur sucrée. Elle joue un rôle puissant de dissolvant, donnant un fort pouvoir lavant au savon à froid.
Plus tard, Marcellin Berthelot, chimiste français contemporain de Chevreul, montre que la glycérine est un alcool triatomique composé de carbone, d’oxygène et d’hydrogène, et qu’elle absorbe l’humidité présente dans l’air.

## Calcul de la quantité de base forte
La fabrication du savon à froid implique d’intégrer une quantité exacte de base forte (soude caustique ou potasse), afin de garantir sa totale transformation en savon. Afin de la calculer, il faut se référer à l’indice de saponification de chacune des huiles utilisées dans le mélange.
Chaque corps gras réagit différemment avec les bases fortes, et possède donc un indice de saponification différent. Il s’inscrit de deux manières :
- soit « 0,135 », c’est-à-dire qu’il faut 0,135 g de base forte (ici de la soude) pour saponifier 1 g d’huile (ici d’olive) ;
- soit « 135 », c’est-à-dire qu’il faut 135 g de base forte (ici de la soude) pour saponifier 1 000 g d’huile (ici d’olive).

Si plusieurs corps gras différents sont saponifiés, il faut répéter cette opération pour chacun d’eux, puis additionner les résultats.
Les indices de saponification varient selon la nature de la base forte utilisée : de la soude caustique (hydroxyde de soude, NaOH), qui produit des savons durs, ou de la potasse (hydroxyde de potassium, KOH), qui produit des savons mous ou liquides

### Tableau indices de saponification des huiles les plus courantes
| Huile végétale | Indice de saponification pour 1 g d'huile (hydroxyde de sodium, NaOH) | Indice de saponification pour 1 g d'huile (hydroxyde de potassium, KOH) |
| -------------- | --------------------------------------------------------------------- | ----------------------------------------------------------------------- |
| Olive          | 0,135                                                                 | 0,190                                                                   |
| Laurier        | 0,141                                                                 | 0,198                                                                   |
| Coprah         | 0,232                                                                 | 0,325                                                                   |
| Coco           | 0,183                                                                 | 0,257                                                                   |
| Palme          | 0,199                                                                 | 0,199                                                                   |
| Ricin          | 0,128                                                                 | 0,180                                                                   |
| Chanvre        | 0,138                                                                 | 0,183                                                                   |
| Argan          | 0,136                                                                 | 0,191                                                                   |
| Lin            | 0,135                                                                 | 0,190                                                                   |

## Huile d'olive
L'huile d'olive est le corps gras le plus utilisé dans la saponification, autant à chaud (savon de Marseille) qu'à froid (savon de Castille). Elle a pour propriété d'apporter de la dureté au savon, qui garde ainsi une bonne tenue sur le long terme. Certains savons composés exclusivement d'huile d'olive viennent à se craqueler en hiver. L'huile d'olive peut être utilisée comme seul corps gras lors de la saponification puisqu'elle a également des propriétés adoucissantes et nourrissantes pour la peau.
Dès le VIIe et le VIIIe siècle, l'huile d'olive va remplacer les graisses animales (le plus fréquemment du suif de chèvre) utilisées jusqu'alors dans la fabrication du savon. C'est notamment dans les pays arabes que cette technique se répand, à la même époque où de la chaux est ajoutée au sel utilisé en guise d'alcali.
Les pays côtiers producteurs d'huile d'olive, le Sud de la France, l'Espagne, l'Italie et la Grèce, ont vu le commerce du savon se développer efficacement en leur sein, car ils étaient capables de produire eux-mêmes ce produit onéreux.
Aujourd'hui, l'huile d'olive est souvent remplacée dans les savons industriels, en raison de son prix, par des huiles moins onéreuses telles que l'huile de palme ou l'huile de coprah.

## Savon de Castille
Le savon de Castille (« sapo castilliensis ») est un savon réalisé selon la technique de saponification à froid, exclusivement à base d'huile d'olive. Il représente l'équivalent à froid du savon de Marseille. Il trouve ses origines dans la région de Castille en Espagne. La date de son apparition est imprécise, mais on en trouve des traces dès le IVe siècle, aux alentours de 300-325. Sa fabrication étant plus lente que les savons fabriqués à chaud, le savon de Castille est longtemps resté un produit luxueux réservé aux classes les plus aisées, notamment aux familles royales européennes, qui l'appréciaient pour sa grande douceur pour la peau.

## Savon de Soissons
Le savon de Soissons est un savon fabriqué à base d'huile de colza. Il est fabriqué selon la technique de la saponification à froid.
Il est naturellement riche en glycérine végétale. Historiquement fabriqué dans le bassin soissonnais, plus précisément après la révolution sur le site de l'abbaye Saint-Crépin-le-Grand. Sa conception et sa fabrication sont attestées depuis 1859 grâce à la parution du Traité complet de fabrication des savons de M. G. Eugène Lormé.

## Logos vectorisés SAF
Il existe une appellation protégée permettant de distinguer les savons dont la fabrication est garantie à froid, créée en 2011 par l'ADNS (Association Des Nouveaux Savonniers). Ce logo vectorisé SAF (Saponification A Froid) permet de protéger et valoriser le savoir-faire des artisans savonniers tout en promouvant les valeurs éthiques et écologiques de cette méthode de fabrication.
Il existe deux versions du logo : une version historique originale, et une version créée pour l'exportation de l'appellation aux États-Unis. Les logos sont visibles sur le site web de l'ADNS.
L’obtention du logo vectorisé SAF se fait sur une demande et une adhésion à l’ADNS. Il permet de protéger la technique de la saponification à froid, de contrôler son appellation et de favoriser l’installation de nouveaux artisans savonniers pratiquant cette technique.

### Engagements de l'ADNS
L'ADNS s'engage, entre autres, à améliorer les formations à la saponification à froid afin de valoriser la technique ; mettre à disposition sur son site internet une documentation professionnelle afin de faire avancer la recherche ; défendre une action à petite échelle rendue accessible au grand public ; promouvoir des valeurs durables et équitables dans la fabrication raisonnée de cosmétiques ; être transparent quant à la charte qui régule le logo vectorisé SAF ; mettre en relation ses adhérents et leur donner un rôle d’acteurs dans la consommation et la valorisation de la technique à froid.